# 藤尾翔太
藤尾翔太（2001年5月2日—）是一名日本足球运动员，司職前鋒。目前效力于日本甲级联赛球队町田澤維亞。

## 职业生涯
藤尾翔太于2001年5月2日出生于大阪府。他于2020年从大阪櫻花青年队加入升上一线队 。他在对阵浦和紅鑽的比赛中在第86分钟替补上场，完成了成年队处子秀，并在最后一分钟打进了处子球。